# Noriyuki Iwadare
Noriyuki Iwadare (岩垂徳行, Iwadare Noriyuki, né le 28 avril 1964 à Matsumoto) est un compositeur japonais, connu pour ses musiques de jeux vidéo, mais œuvrant également à la télévision, le spectacle, la radio et sur des projets événementiels.
Passionné de musique depuis l'enfance, il commence à composer au lycée (piano et guitare, jouant dans un groupe amateur) puis à l'université en s'essayant à la musique assistée par ordinateur. Il entre dans l'industrie du jeu vidéo par le biais d'un ami, et obtient le Best Game Music Award en 1991 pour la musique du jeu Lunar: The Silver Star sur Mega Drive. En 1997 et 2000, il remporte à nouveau le Best Game Music Award respectivement pour la musique du jeu Grandia sur Saturn et du jeu Grandia II sur Dreamcast.
Il compose également régulièrement pour le parc d'attractions Tokyo Disney Resort, pour des spectacles de danses, pour la télévision, la radio et est aussi l'auteur d'albums solo et d'arrangements pour orchestre de jeux vidéo comme Phoenix Wright: Ace Attorney.
En 2005, Noriyuki Iwadare participe au Square-Enix Party 2005 dans le cadre du lancement du jeu vidéo Grandia III, et propose à cette occasion avec son groupe un concert sur le thème « History of GRANDIA LIVE », en reprenant les musiques de la saga sur scène.

## Musique de jeux vidéo
- Parasol Stars: The Story of Bubble Bobble III (1991)
- Wacky Kingdom
- Lunar: The Silver Star Vol. 1 through 4
- Urusei Yatsura: Dear My Friends
- Soleil (1994)
- Grandia Original Soundtracks 1 & 2
- Grandia Vent (1998)
- Grandia II: Deus (2000)
- Grandia II: Povo (2000)
- Grandia Xtreme (2002)
- Grandia III (2005)
- Grandia Online (2009)
- True Love Story 3
- Growlanser
- Growlanser II: The Sense of Justice
- Phoenix Wright: Ace Attorney: Trials and Tribulations (2004)
- Langrisser Series
- Lunar Series
- Radiata Stories
- Ace Attorney Investigations: Miles Edgeworth (2009)
- Ace Attorney Investigations: Prosecutor's Path: Miles Edgeworth (2011)
- Phoenix Wright: Ace Attorney: Dual Destinies (2013)
- Phoenix Wright: Ace Attorney: Spirit of Justice (2016)
- Super Smash Bros. Ultimate (2018)

## Projets Solo
- Ensemble
- Ensemble II
- Ensemble III